# Отац (филм из 2015)
Отац (алб. Babai) је филмска драма из 2015. године на албанском језику. Режију и сценарио потписује Висар Морина, који је освојио награду за најбољег редитеља на Међународном филмском фестивалу у Карловим Варима. Био је косовски кандидат у трци за Оскара за најбољи међународни филм, али није прошао у ужи круг. Са буџетом од 1,7 милиона евра, најскупљи је филм произведен на простору Косова и Метохије.

## Радња
10-годишњи Нори принуђен је да одрасте као веома млад након смрти своје мајке, након чега га напушта отац Гезим који одлази са Косова и Метохије. После опасног путовања, Нори стиже у Немачку где проналази оца, али не може да разуме како је могао да га напусти.

## Улоге
| Глумац          | Улога     |
| --------------- | --------- |
| Ваљ Маљоку      | Нори      |
| Астрит Кабаши   | Гезим     |
| Адријана Матоши | Валентина |
| Енвер Петровци  | Адем      |
| Џевдет Јашари   | Бедри     |